# 極値分布
極値分布（きょくちぶんぷ、英: extreme value distribution）とは、確率論および統計学において、ある累積分布関数にしたがって生じた大きさ n の標本 X1,X2, …, Xn のうち、x 以上 (あるいは以下) となるものの個数がどのように分布するかを表す、連続確率分布モデルである。特に最大値や最小値などが漸近的に従う分布であり、河川の氾濫、最大風速、最大降雨量、金融におけるリスク等の分布に適用される。

## 定義と性質

### 一般化極値分布
極値分布には後述する3つの型があるが、その一般形の一般化極値分布（generalized extreme value distribution, GEV) の累積分布関数は以下で与えられる。
{\displaystyle F(x;\mu ,\theta ,\gamma )=\exp \left\{-\left[1+\gamma \left({\frac {x-\mu }{\theta }}\right)\right]^{-1/\gamma }\right\}}
ここで {\displaystyle 1+\gamma (x-\mu )/\theta >0} であり、{\displaystyle \mu \in \mathbb {R} }、{\displaystyle \theta >0}、{\displaystyle \gamma \in \mathbb {R} } がパラメータである。
なお、これは最大値が漸近的に従う分布であることから極大値分布とも呼ばれる。また、最小値が漸近的に従う分布は極小値分布と呼ばれ、極大値分布における確率変数Xを-Xで置き換えることで得られる。ここで、極大値分布における累積分布関数と確率密度関数をそれぞれ、F (x)、f (x)とすると、対応する極小値分布での累積分布関数と確率密度関数はそれぞれ、1-F (-x)、f (-x)で与えられる。以下、特に断りの場合は極大値分布を扱うものとする。
GEVは、パラメータによって以下の3種類の型に分けられる。それぞれの累積分布関数 F (x) と確率密度関数 f (x) を示す。

### タイプI、ガンベル型
GEV において {\displaystyle \gamma =1/n,~\mu =0,~\theta =1} とおいて、{\displaystyle n\rightarrow \infty } とすると得られる。
{\displaystyle F_{I}(x)=\exp \left[-\exp \left\{-\left({\frac {x-\mu }{\theta }}\right)\right\}\right],\quad -\infty <x<\infty }

{\displaystyle f_{I}(x)={\frac {1}{\theta }}\exp \left\{-\left({\frac {x-\mu }{\theta }}\right)\right\}\exp \left[-\exp \left\{-\left({\frac {x-\mu }{\theta }}\right)\right\}\right],\quad -\infty <x<\infty }
なお、タイプIの分布は極値分布の先駆的な研究を行ったドイツの数学者エミール・ユリウス・ガンベルに因んで、ガンベル分布と呼ばれる。また、累積分布関数の形から二重指数分布とも呼ばれる。(注意：ラプラス分布も同じ呼び名で呼ばれるが別物である)

### タイプII、フレシェ型
GEV において {\displaystyle \gamma >0} とし、{\displaystyle \gamma =1/k,~\mu =1,~\theta =1/k} とすると得られる。
{\displaystyle F_{II}(x)=\left\{{\begin{array}{ll}-\exp \left\{-\left({\frac {x-\mu }{\theta }}\right)^{-k}\right\},&x\geq \mu \\0,&x<\mu \end{array}}\right.}

{\displaystyle f_{II}(x)=\left\{{\begin{array}{ll}{\frac {k}{\theta }}\left({\frac {x-\mu }{\theta }}\right)^{-k-1}\exp \left\{-\left({\frac {x-\mu }{\theta }}\right)^{-k}\right\},&x\geq \mu \\0,&x<\mu \end{array}}\right.}
このタイプIIの分布に従う確率変数X に対し、Z = -log(μ-X )とおけばタイプIの分布形となる。

### タイプIII、ワイブル型
GEV において {\displaystyle \gamma <0} とし、{\displaystyle \gamma =-1/k,~\mu =-1,~\theta =1/k} とすると得られる。
{\displaystyle F_{III}(x)=\left\{{\begin{array}{ll}-\exp \left\{-\left(-{\frac {x-\mu }{\theta }}\right)^{k}\right\},&x\leq \mu \\1,&x>\mu \end{array}}\right.}

{\displaystyle f_{III}(x)=\left\{{\begin{array}{ll}{\frac {k}{\theta }}\left(-{\frac {x-\mu }{\theta }}\right)^{k-1}\exp \left\{-\left(-{\frac {x-\mu }{\theta }}\right)^{k}\right\},&x\leq \mu \\0,&x>\mu \end{array}}\right.}
このタイプIIIの分布に従う確率変数X に対し、Z = log(X -μ)とおけばタイプIの分布形となる。
また、特に確率変数X を-X で置き換えたときに、対応する分布はワイブル分布となる。これは、信頼性工学において、故障寿命が存続可能な時間の最小値に相当し、極小値分布に従うことに関連する。